# INNOCENT SORROW
「INNOCENT SORROW」（イノセント・ソロウ）は、abingdon boys schoolのデビュー・シングル。2006年12月6日発売。発売元はエピックレコードジャパン。

## 解説
- テレビ東京系アニメ『D.Gray-man』オープニングテーマ[1]。
- カップリングは全英語詞。
- 初回盤は、通常盤とは異なり4大特典付。
  1. 「a.b.s. Student IDカード」封入
  2. 抽選プレゼント用応募券封入（アルバムまでの連動企画）
  3. 「D.Gray-man」書き下ろしワイドキャップステッカー仕様。
  4. HPにて壁紙などをダウンロードできるパスワード入りチラシ（2007年1月31日までの期間封入）
- 累計売上が8万枚を越しており、自身のシングル売上1位である。

## 収録曲
全曲　作詞：西川貴教　編曲：abingdon boys school
1. INNOCENT SORROW
作曲：柴崎浩
テレビ東京系アニメ『D.Gray-man』オープニングテーマ（2006年10月3日 - 2007年3月27日放送分）。
2. Fre@K $HoW
作曲：岸利至

## 収録アルバム
- abingdon boys school（#1）
- D.Gray-man COMPLETE BEST（#1）
- Teaching Materials（#1,2）
- D.Gray-man Original Soundtrack 1（#1 TVサイズ）
- The songs for DEATH NOTE the movie～the Last name TRIBUTE～（#2）

## 参加ミュージシャン
- 長谷川浩二：ドラム（#1,2）
- IKUO：ベース（#1,2）